# Pelasgiótide

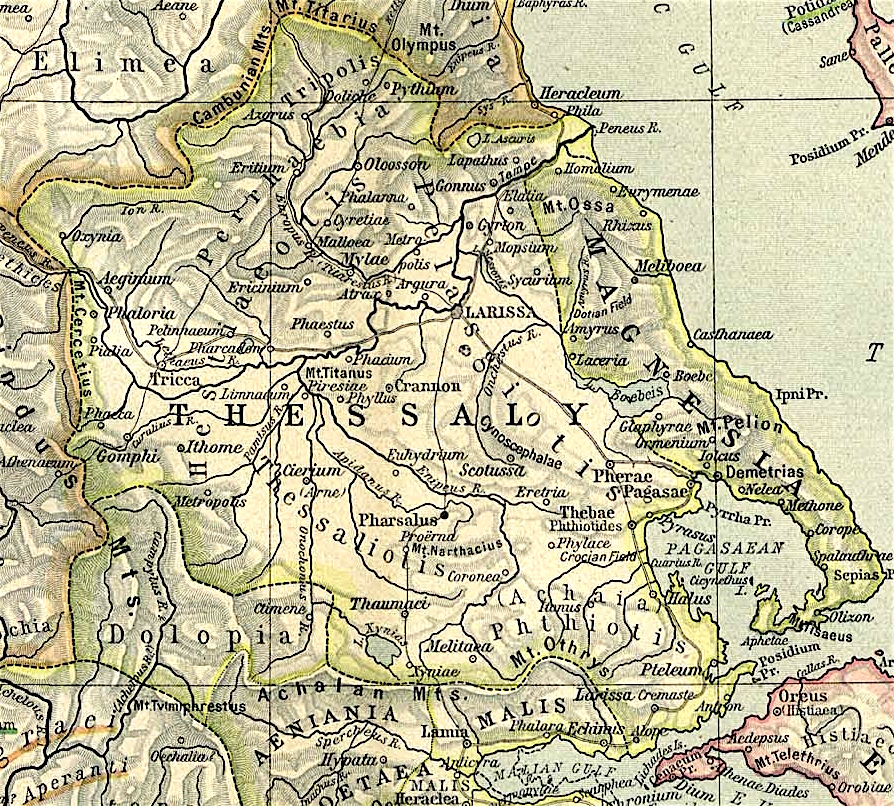
Pelasgiótide no centro da Tessália

Pelasgiótide (em grego clássico: Πελασγιῶτις; romaniz.: Pelasgiōtis) era um distrito alongado da antiga Tessália, estendendo-se do Vale de Tempe, no norte, até a cidade de Feras, no sul. O Pelasgiotis incluiu as seguintes localidades: Argos Pelasgikon, Argyra, Armenium, Atrax, Cranôn, Cynoscephalae, Elateia, Gyrton, Mópsio, Larissa, Kondaia, Onquesto, Faitos, Feras, Escotussa e Sicório . O gentílico dos habitantes do distrito é Pelasgiotae ou Pelasgos (Πελασγιῶται, Pelasgiōtai).
Junto com a Ftiótida, Tessaliótide, Histiótide, os pelasgiótides constituíam a tetrarquia tessálica, governada por um tagós, quando necessário.
O território é mencionado por Estrabão  mas não por Heródoto, que parece incluí-lo no distrito de Tessaliótide.
Na epigrafia, pelasgiótides são mencionados entre outros embaixadores da Tessália em Atenas c. 353 a.C.. Um fragmento de uma estela de mármore em Larissa registra que, a pedido do cônsul romano Quinto Cecílio Metelo, filho de Quinto, "amigo e benfeitor de nosso país [ethnei hēmōn]" em troca de serviços prestados por ele, sua família e o Senado Romano e Povo, a Liga Tessália decretou enviar 43.000 arcas de trigo para Roma, para serem tributados de diferentes regiões sob a liga. Os pelasgiótides e os ftiótides deviam fornecer 32 000, enquanto os histiótides e tessaliótides deviam fornecer os 11 000 restantes, com 25% indo para o exército, todos em meses diferentes.
O topônimo regional e étnico é um elemento reminiscente dos pelasgos do passado da Tessália. Como em outras partes da Tessália, inscrições em grego eólico são atestadas e, após o século II a.C., em grego coinê .
Durante os Jogos de Tessália em Larissa para Zeus Eleutereus no século I a.C., vários atletas vencedores são descritos como "tessálios de Larissa de Pelasgiótide" ( Θεσσαλὸς ἀπὸ Λαρίσης τῆς Πελασγίδος , Thessalos apo Larisēs tēs Pelasgidos ). O epigrama funerário do século III a.C.para Erilaos de Calcedônia menciona também Larissa e Pelasgiótide (Λάρισα τᾶι Πελασγίδι, Larisa tai Pelasgidi).